# Universal Colliery

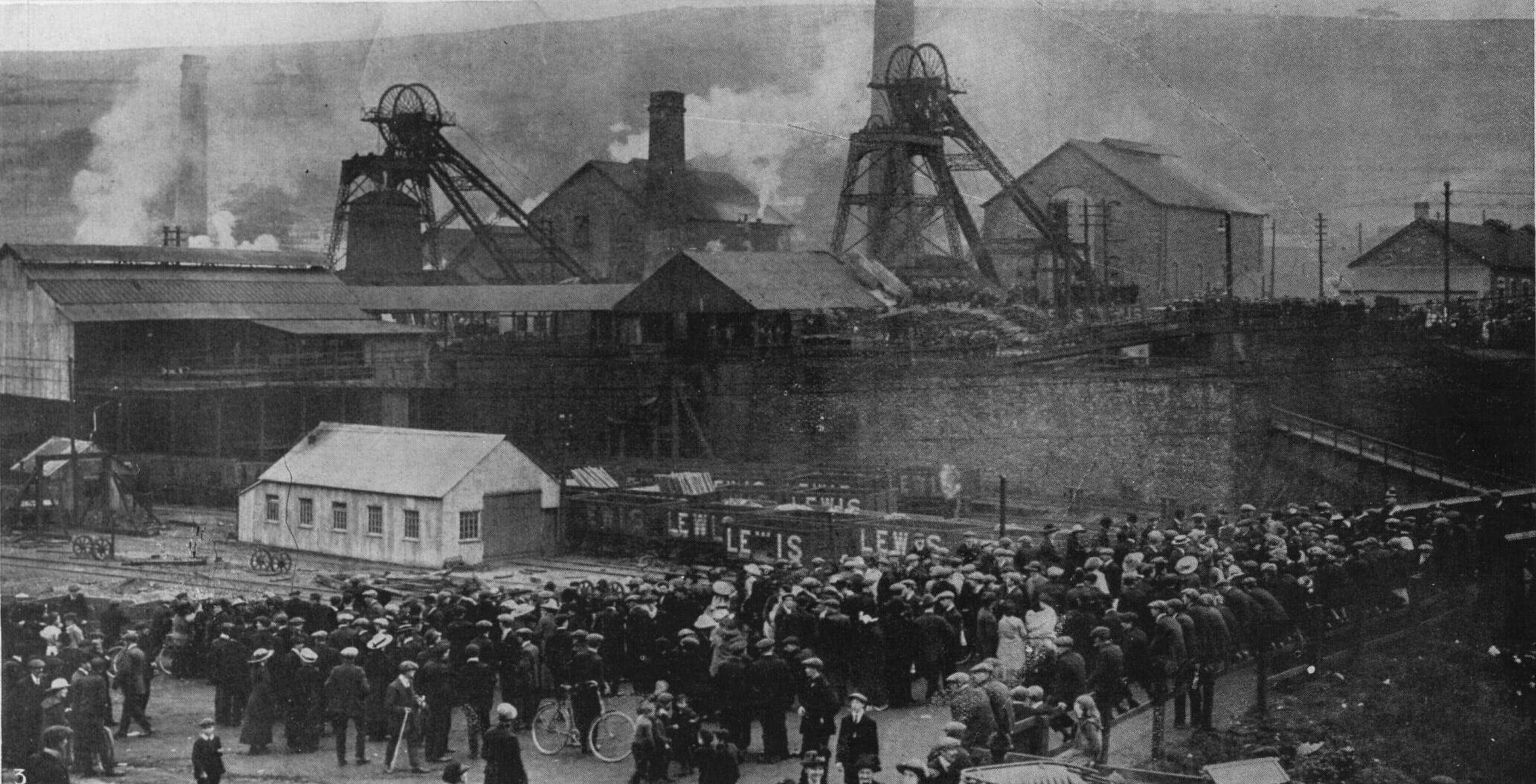
Menschen auf dem Betriebsgelände nach dem Unglück, 1913

Die Grube Universal Colliery war ein Bergwerk in Senghenydd. Die Zeche wurde 1891 gegründet.
Beim folgenschwersten Bergwerksunglück im Vereinigten Königreich am 14. Oktober 1913 kamen hier 439 Männer ums Leben. Die Explosion war noch im 11 Meilen entfernten Cardiff zu hören. Die Zahl der Hinterbliebenen belief sich auf 205 Frauen mit 542 Kindern und 62 unversorgte Eltern.
Ab 1928 diente der Schacht der Bewetterung der Windsor Colliery. 1988 erfolgte die Schließung.